# 長江健次
長江 健次（ながえ けんじ、1964年7月17日 - ）は、日本の俳優、タレント。
大阪府豊中市出身。
スノーボーダーとしても活動している。
大阪府立渋谷高等学校卒業。大阪芸術大学出身。

## 来歴・人物
姉がいる。幼少の頃から学校では笑いを集める人気者で、中学生時代から大阪で素人番組に頻繁に出演し、物真似を中心とした芸を披露していた。中学2年の時にはよみうりテレビ『プリン・キャッシーのテレビ!テレビ!!』（横山プリン、キャッシー司会）内の素人参加コーナー『パクパクコンテスト』に出演。中学3年の時に関西テレビ『ザ・びっくりショー』を観に行った時に、審査員の一人が遅刻して来ていないことから、スタッフに頼まれ急遽ステージに立って漫談や物真似で一時間ほどその場をつないだことから、スタッフらに気に入られて、その後同番組のレギュラーとして起用され高校1年生の3月まで出演していた。この他、日本テレビの番組『TVジョッキー』など、多くの視聴者参加番組にも出場していた。

### イモ欽トリオ時代
高校在学中、素人番組の出演で出来た人脈の伝でフジテレビのバラエティ番組『欽ドン!良い子悪い子普通の子』の出演者オーディションを受けることになる。大阪での選抜オーディションには合格したが、東京での本選では落選した（このオーディションでフツオ役に山口良一、ヨシオ役に西山浩司が決定。長江の受けたワルオ役に適任者がおらず、空席のままであった））。オーディション終了後、帰りの大阪行きの新幹線がもう無く、フジテレビ局内で始発まで時間を遣り過ごしていた長江をたまたまスタッフが見かけて萩本欽一に伝えたところ、ワルオ役のオーディション時とは違うあまりにも普通過ぎる普通な長江の風体に萩本が目を留めた。萩本はインスピレーションを感じ「フツオ役」を演じさせてみたところ、見事に嵌り、その場で一転して「合格」を言い渡され「フツオ役」を与えられた。後日、配役が変更となり、西山がワルオ役、山口がヨシオ役に廻された。
1981年4月6日、『欽ドン!良い子悪い子普通の子』放送開始に伴い、フツオ役でデビュー。第1回放送で萩本の頭を叩いて笑いを取るが、収録後に「最初からエスカレートさせると、ハードルが上がって笑いを取るのが難しくなる」「フツオ（普通の子）は親の頭を叩かない」と萩本から説教され、その後は全て萩本の指示通りに演じていたという。
コーナーで萩本とのやり取りの後、居間から出る時の決めゼリフだった「…な!!」が流行し、一躍ブレイク。街中で声を掛けられるなど人気者になった。松田聖子のファンを公言したことで、松田聖子のファンから反感を買い学校の登下校で待ち伏せされたこともあったというが、知人たちがシャットアウトしてくれたため危害を受けることはなかった。
共演したヨシオ役の山口、ワルオ役の西山と「イモ欽トリオ」を結成した。瞬く間に人気ユニットとなり、1981年8月5日にリリースしたシングル「ハイスクールララバイ」（同曲には前述の「…な!!」のセリフが入っている）が150万枚を売り上げ、1981年度オリコンチャートでも4位を記録する大ヒットとなった。
しかし大学受験等を理由に東京での仕事を減らし、1982年9月27日放送分をもって番組を降板し、同時にイモ欽トリオを脱退した。ただ本当の理由は大学受験でなく、毎日放送からの要請であったことを後に明かしている。

### 欽ドン!降板以降
大学進学を機に、大阪をメインに芸能活動を再開し、1983年から1985年まで毎日放送（MBSテレビ）で放送された『突然ガバチョ!』で笑福亭鶴瓶とともに司会を務め、明石家さんまとの『MBSヤングタウン』（MBSラジオ）での共演など、関西でのメディア出演を行っていた。『ヤングタウン』では、リスナーからの公募によって「ふなむし」というニックネームが付いていた。
この芸能活動再開は、萩本欽一をはじめ東京での芸能活動時の所属事務所や関係者に対して、一切の相談も断りもない形での再開だったため、萩本らの逆鱗に触れ（事実上、萩本は「破門」の烙印を押した）、長江がヤングジャパングループに所属するまで、東京での芸能活動が制限されていた。「欽ドン」の同窓会番組などでも、主要レギュラーメンバーで、長江だけが呼ばれないことが続き『欽ドン』の最終回には呼ばれたものの、その後再び萩本とは疎遠になり、長江本人も欽ドンやイモ欽トリオ関係の話は全部断っていた。
しかし近年では、萩本欽一とも和解したと見られており（「破門」も解かれた）、「欽ちゃんファミリー」が集まる番組の多くに出演するようになり、2007年の『24時間テレビ』でのマラソン応援など、萩本との共演の機会も度々見られるようになった（2005年4月12日フジテレビ放送の「紅白ものまね」で亘哲平と工藤兄弟のユニットでイモ欽トリオの物まねをした際にも、他のメンバーと一緒に本人登場を果たした）。
ライブハウスを中心に音楽活動も行っており、2014年7月に神戸チキンジョージで50歳を記念したライブ『長江健次生誕50周年記念LIVE「健次の五十路」〜今回はバンドでやっちゃいます〜』を開催した際には、山口と西山がゲスト出演して『ハイスクールララバイ』を披露した。2015年1月24日には「イモ欽トリオ」名義のライブを行った。「イモ欽トリオ」名義で有料でライブを行ったのは初めてである（フリーライブやテレビ番組の企画のライブは数回ある）。
2016年8月8日にテレビ朝日系で放送された『しくじり先生 俺みたいになるな!!3時間スペシャル』に出演し「お世話になった人に不義理を働いて絶縁状態にならないための授業」を展開した。萩本に不義理を働き約30年も絶縁状態になった件をはじめ、さんまや鶴瓶に対しても不義理を働いていた件、さらには5年ほど前から仕事がなくなり収入もゼロになり、アルバイト生活にまで転落したことなどを明かした。
2020年4月にYouTubeチャンネルを開設。
芸能生活40年を迎えた2021年には、松本隆の作詞活動50周年記念オフィシャル・プロジェクトのコンサート『風街オデッセイ2021』にイモ欽トリオとして参加。また、2022年7月からはイモ欽トリオとして全国10都市を巡るライブツアーを同年7月17日から8月11日にかけて開催する。

## 趣味
スノーボードを趣味としており、「長江健次スノーボードスクール」を運営するほか、白馬五竜スキー場において自身の名前を冠した4時間耐久レースなどを開催している。
2006年トリノオリンピックのスノーボードナショナルチームのコーチとして参加した。

## 出演

### テレビドラマ
- 壬生の恋歌 第18話「二つの命」（1983年、NHK） - 佐野吉三郎 役
- 日立テレビシティ・はじめての情事（1983年、TBS） - 石井恵子の弟 役
- 銀河テレビ小説・まんが道[16]（1986年・NHK総合） - 才野茂 役
  - 銀河テレビ小説・まんが道 青春篇（1987年・NHK総合） - 才野茂 役
- 妻よ妻よ（1987年） - 外山春樹 役
- 心はロンリー気持ちは「…」IV（1986年・フジテレビ）
- 潮風にとべ！！ウルトラマン（1988年・TBS） - 主演
- 男と女のミステリー・名古屋嫁入り物語（1989年・関西テレビ）
- 土曜ワイド劇場（テレビ朝日）
  - 殺人トリックを盗んだ女（1993年）
  - 温泉(秘)大作戦5（2008年） - 本間浩之 役
  - 内田康夫サスペンス・福原警部・「「優しい殺人犯」が、飲み物の中に飲み物を隠した理由」（2009年） - 金沢昌夫 役
  - 京都南署鑑識ファイル5・狙われた映画女優〜連続殺人の罠!!（2010年11月）
- 水戸黄門（TBS / C.A.L）
  - 第23部 第29話「葵の印籠が盗まれた!? -宇和島-」（1995年2月27日） - 伊三吉 役
  - 第38部 第10話「人情長屋の心意気! -福井-」（2008年） - 喜六 役
  - 第42部 第9話「悪事を見抜いた鑑定人 -敦賀-」（2010年12月6日） - 佐五郎 役
- ママの神様（2008年・CBC） - 黒田勝彦 役
- その男、副署長〜京都河原町署事件ファイル〜 第4話（2008年・テレビ朝日） - 藤代弘道 役
- ケータイ捜査官7（2008年・テレビ東京） - 整備士 役
- 仮面ライダーキバ（2008年・テレビ朝日） - 研究員 役
- 水曜ミステリー9（テレビ東京）
  - 刑事の証明（2008年） - 今井直紀 役
  - 逆転弁護士ヤブハラ2・京都・十七年前の真実（2015年10月7日） - 潮一志 役
- ジロチョー 清水の次郎長維新伝（2010年・テレビ東京）
- 警視庁捜査一課9係 season8 第8話（2013年8月28日・テレビ朝日） - 佐野章弘 役
- 連続テレビ小説「ごちそうさん」（2013年9月 - 2014年3月、NHK） - 石川公之助 役
- 99.9-刑事専門弁護士- SEASONⅡ第1話（2018年1月14日・TBS） - 松尾良男 役

### 映画
- プロジェクトA子（1986年） - ステーション隊員 役
- クレイジーボーイズ（1988年） - ラッキー 役
- バカヤロー!3 へんな奴ら 第一話「こんな混んでどうするの」（1990年） - 西川清 役
- 友子の場合（1996年） - 丸木駅員 役
- 劇場版 さらば仮面ライダー電王 ファイナル・カウントダウン（2008年） - サラリーマン 役
- 藁の楯（2013年）
- KYロック!（2024年） - 健一 役[17]
- 栄光のバックホーム（2025年公開予定） - 安井直太 役[18]

### Vシネマ
- 大阪パチンコ物語 浪花の勝負師（1992年）
- 悪い金儲け（1992年）
- 難波金融伝・ミナミの帝王 - 田所純平 役
  - 難波金融伝・ミナミの帝王4「言われなき借金」（1994年）
  - 難波金融伝・ミナミの帝王5「キタの女闇金」（1994年）

### ミュージカル・舞台
- 宝島 - ジム少年 役
- 大阪は踊る!（2025年）[19]

### ラジオ
- MBSヤングタウン土曜日→MBSヤングタウン月曜日（1980年 - 1981年、1983年 - 1991年、MBSラジオ）
- 長江健次のスポーツに乾杯！ （2010年1月 - 3月、MBSラジオ）
- ミックス・ビート!!（TOKYO FM）
- 金パラ〜長江健次のDARADAラジオ（2015年4月 - 、エフエム世田谷）

### CM
- 牛乳石鹸共進社 スキンライフ アクネ（1984年）

## 音楽
- 全てのシングル・アルバムはポリスターからリリースされた。
- イモ欽トリオ名義の作品はイモ欽トリオのディスコグラフィーを参照。

### シングル
| # | 発売日          | A/B面 | タイトル                   | 作詞         | 作曲           | 編曲       | 規格品番  |
| - | --------------- | ----- | -------------------------- | ------------ | -------------- | ---------- | --------- |
| 1 | 1983年 10月21日 | A面   | SHYナ・ガール              | 湯川れい子   | 鈴木キサブロー | 大谷和夫   | 7P-87     |
| 1 | 1983年 10月21日 | B面   | 心のノックは5回まで        | 戸沢暢美     | 国吉良一       | 国吉良一   | 7P-87     |
| 2 | 1984年 2月25日  | A面   | 2度目のサヨナラ            | 秋元康       | 見岳章         | 丸山恵市   | 7P-92     |
| 2 | 1984年 2月25日  | B面   | 恋する街角                 | かろい風太   | かろい風太     | 国吉良一   | 7P-92     |
| 3 | 1984年 5月25日  | A面   | 飾らない言葉               | 荒木とよひさ | 馬飼野康二     | 馬飼野康二 | 7P-99     |
| 3 | 1984年 5月25日  | B面   | 愛と夏のカーブ             | 大津あきら   | 小杉保夫       | 馬飼野康二 | 7P-99     |
| 4 | 1984年 9月5日   | A面   | 涙・BOY                    | 松井五郎     | チャゲ         | 丸山恵市   | 7P-104    |
| 4 | 1984年 9月5日   | B面   | モッキンバードになれなくて | 松井五郎     | チャゲ         | 平野孝幸   | 7P-104    |
| 5 | 1986年 12月1日  | A面   | ダンナがナンダ             | 小泉長一郎   | 坂田修         | 佐々木周   | D07C-1017 |
| 5 | 1986年 12月1日  | B面   | こんなにイエスタディ       | 三浦徳子     | 八田雅弘       | 佐々木周   | D07C-1017 |
| 6 | 1992年 5月25日  | 01    | NINETEEN 19                | 角松敏生     | 角松敏生       | 角松敏生   | PSDR-3010 |
| 6 | 1992年 5月25日  | 02    | MIDNIGHT DRIVER            | 角松敏生     | 角松敏生       | 角松敏生   | PSDR-3010 |

### アルバム

#### カバー・アルバム
- Hito no Uta（2016年1月11日／CSS-10001）
- Hito no Uta 2（2016年12月21日／CSS-10005）